# Bostrychoplites luniger
Bostrychoplites luniger är en skalbaggsart som först beskrevs av J. Thompson 1858.  Bostrychoplites luniger ingår i släktet Bostrychoplites och familjen kapuschongbaggar. Inga underarter finns listade i Catalogue of Life.